# Wachstumsstörung
Als Wachstumsstörung wird eine von der Norm abweichende Körperlänge bei Kindern und Jugendlichen bezeichnet, wobei mehr als drei Standardabweichungen als abklärungsbedürftig angesehen werden.
Synonyme sind: Fehlwachstum; englisch Disturbance of growth
Dazu gehören alle Formen des Kleinwuchs (Hyposomie), Hochwuchs und Großwuchs (Riesenwuchs) – Begriffe, die nicht einheitlich gleichbedeutend verwendet werden.
Bei den generalisierten Wachstumsstörungen unterscheidet man den Minderwuchs und den Hochwuchs. Dabei ist der Minderwuchs in der Regel Folge von metabolischen und/oder endokrinen Störungen, während der Hochwuchs Folge einer endokrinen Grunderkrankung ist.
Weitere mögliche Ursachen finden sich unter Fehlbildungssyndromen.
Es gibt auch intrauterine Wachstumsstörungen.
Ein wichtiges Forschungsthema der Biologen sind auch veränderte Wachstumsprozesse von Pflanzen, unter Bedingungen der Schwerelosigkeit im Weltraum. Dazu wurden zahlreiche Satellitenexpertimente entwickelt, u. a. für Raumstationen der USA und Russlands.

## Gedeihverzögerung

### Definition
Eine Gedeihverzögerung ist keine Erkrankung an sich, sondern eine Beschreibung für das Abweichen vom normalen Wachstum. Bei der Diagnose muss deswegen sowohl die genetische Zielgröße des Kindes als auch die Durchschnittsgröße der Herkunftspopulation beachtet werden.
Dazu werden die so genannten Wachstumskurven verwendet, welche durchschnittliche Größe und Gewicht der Kinder in dieser Population durch Perzentilen angegeben. In diese werden sowohl das Gewicht als auch die Größe des Kindes in regelmäßigen Abständen eingetragen. Denn wichtiger als die einzelnen Messungen ist der Verlauf des Wachstums.
Die 50-Prozent-Perzentile für das Gewicht zeigt an, dass 50 % der Kinder in einem gegebenen Alter weniger wiegen. Die kritischen Perzentilen sind die 97. und die 3. Perzentile. Vor allem bei Kindern mit Migrationshintergrund dürfen die hier üblichen Wachstumskurven nicht zur Beurteilung des Wachstums herangezogen werden, sondern es müssen die Kurven des Herkunftslandes verwendet werden.
Ein weiterer wichtiger Parameter ist das Längensollgewicht, welches das aktuelle Gewicht mit der Größe in Bezug bringt. Denn es kann sein, dass ein Kind nicht zu leicht für das Alter ist, sondern einfach ein normales Gewicht bei zu kleiner Größe aufweist.
Um eine Wachstumsstörung diagnostizieren zu können, muss eine der folgenden Bedingungen erfüllt werden:
- Längensollgewicht unter 60 %
- Gewicht unterhalb der 3. Perzentile
- Wachstumsverlauf kreuzt zwei Hauptperzentilen (90., 75., 50., 25., 10. und 5. Perzentile)[4][5]

### Ursachen
Klassisch wurde die Wachstumsstörung in organisch und nicht-organisch eingeteilt. Es gilt jedoch zu beachten, dass es meistens ein multifaktorielles Geschehen ist, bei dem nicht eine einzige Ursache gefunden werden kann. Nur in etwa 5 % der untergewichtigen Kinder kann eine organische Ursache dafür gefunden werden. Deswegen ist die exzessive Untersuchung meistens auch nicht angebracht.
Hauptursache für eine Gedeihverzögerung in der industrialisierten Welt ist eine inadäquate Kalorienaufnahme. Diese basiert auf einer Unterernährung oder einer schlechten Ernährung, auf einem erhöhten Energieumsatz oder auf einer Störung der Aufnahme von Nährstoffen. Bei vielen chronischen Erkrankungen kommt es aufgrund des erhöhten Energiebedarfes und des verringerten Appetits sekundär zu einer Gedeihverzögerung.